# Gueorgui Prokolenko
Gueorgui Nikoláiovich Prokolenko (en ucraniano: Георгій Миколайович Прокопенко; Zhitne, 25 de abril de 1914 - Ternópil, 14 de julio de 1944) fue un piloto soviético que participó en la guerra civil española y en la Segunda Guerra Mundial, siendo nombrado Héroe de la Unión Soviética (1943).

## Biografía
Nació el 25 de abril de 1914 en el pueblo de Zhitne (hoy parte del raión de Romní, óblast de Sumy) en una familia ucraniana de clase trabajadora. Se graduó en una escuela secundaria en la ciudad de Romní y en dos cursos de la Escuela Técnica Ferroviaria de Kremenchuk. Trabajó como ayudante de maquinista.
Prokolenko se alistó en el Ejército Rojo en 1933. En 1936 se graduó en la escuela de Aviación Militar para Pilotos y Pilotos Observadores de Chujúyiv, sirviendo como piloto júnior en el 107 ° Escuadrón de Aviación de Cazas en Briansk. Del 26 de marzo al 22 de septiembre de 1938 participó en la guerra civil española como piloto y comandante de escuadrón interino del bando republicano. Realizó 85 salidas de combate en el caza I-16 y participó en doce batallas aéreas. En junio de 1938 resultó herido, pero rápidamente regresó al servicio. Después de regresar a la Unión Soviética, participó en la invasión soviética de Polonia de 1939. En 1941, recibió el grado de capitán y fue transferido al puesto de comandante de escuadrón del 155.° Regimiento de Aviación de Cazas en el Distrito Militar de Leningrado, con base en el aeródromo de Gorodets.
Tomó parte de la Segunda Guerra Mundial desde junio de 1941, año en el que se afilió al Partido Comunista de la Unión Soviética. Luchó en los frentes de Carelia, Vóljov, Leningrado, Stalingrado, Cáucaso Sur, Cáucaso Norte, resultando herido. Estuvo en el 3er Regimiento de Aviación de Caza de la Guardia de Rostov del Don. En julio de 1943, había realizado 189 misiones de combate y en 47 batallas aéreas consiguió once victorias aéreas en solitario y quince compartidas. Por decreto del Presidium del Soviet Supremo de la URSS del 8 de septiembre de 1943, por el desempeño ejemplar de las misiones de combate del comando en el frente de la lucha contra los invasores fascistas alemanes y el coraje y heroísmo demostrados en este, el mayor Gueorgui Prokolenko fue galardonado con el título de Héroe de la Unión Soviética, junto con la Orden de Lenin y la medalla de la Estrella de Oro.
El 14 de julio de 1944, el teniente coronel Prokolenko murió mientras realizaba una misión de combate en el cielo sobre la ciudad de Leópolis, siendo enterrado en la Plaza de los Héroes de la ciudad de Romní.

## Premios
- Héroe de la Unión Soviética (9 de agosto de 1943).
- Orden de Lenin (9 de agosto de 1943)
- Dos órdenes de la Bandera Roja (1942, 1943).
- Orden de Alejandro Nevski (12 de mayo de 1944).
- Medalla por la Defensa de Stalingrado.

## Memoria
Una calle de la ciudad de Romní lleva el nombre de Gueorgui Prokolenko y en la escuela secundaria nº 11 de la ciudad se ha instalado una placa conmemorativa. En 1989, en el edificio de la Escuela Técnica de Transporte Ferroviario de Kremenchuk se colocó una placa conmemorativa en su honor. 